# IROC III
La troisième édition de l'International Race of Champions, disputée en 1975 et 1976, a été remportée par l'Américain A.J. Foyt. Tous les pilotes  conduisaient des Chevrolet Camaro.

## Courses de l'IROC III
| Date              | Lieu      | Vainqueur     | Nationalité | Championnat d'origine |
| 13 septembre 1975 | Michigan  | David Pearson | États-Unis  | Winston Cup (NASCAR)  |
| 25 octobre 1975   | Riverside | Bobby Unser   | États-Unis  | IndyCar (USAC)        |
| 26 octobre 1975   | Riverside | Bobby Allison | États-Unis  | Winston Cup (NASCAR)  |
| 13 février 1976   | Daytona   | Benny Parsons | États-Unis  | Winston Cup (NASCAR)  |

## Classement des pilotes
| Classement | Pilote             | Pays           | Championnat          | Gains (en $) |
| ---------- | ------------------ | -------------- | -------------------- | ------------ |
| 1er        | A.J. Foyt          | États-Unis     | IndyCar (USAC)       | 50 000       |
| 2e         | Mario Andretti     | États-Unis     | Formule 1 (FIA)      | 25 000       |
| 3e         | Benny Parsons      | États-Unis     | Winston Cup (NASCAR) | 25 000       |
| 4e         | Bobby Allison      | États-Unis     | Winston Cup (NASCAR) | 23 000       |
| 5e         | David Pearson      | États-Unis     | Winston Cup (NASCAR) | 21 000       |
| 6e         | Al Unser           | États-Unis     | IndyCar (USAC)       | 15 000       |
| 7e         | Bobby Unser        | États-Unis     | IndyCar (USAC)       | 14 000       |
| 8e         | Emerson Fittipaldi | Brésil         | Formule 1 (FIA)      | 11 000       |
| 9e         | Brian Redman       | Royaume-Uni    | Formule 5000 (SCCA)  | 10 000       |
| 10e        | Richard Petty      | États-Unis     | Winston Cup (NASCAR) | 5 000        |
| 11e        | James Hunt         | Royaume-Uni    | Formule 1 (FIA)      | 5 000        |
| 12e        | Jody Scheckter     | Afrique du Sud | Formule 1 (FIA)      | 5 000        |